# 马克河畔福雷
马克河畔福雷（法語：Forest-sur-Marque，法語發音：[fɔʁɛ syʁ maʁk]）是法国上法蘭西大區北部省的一个市镇，属于里尔区和里尔欧洲都会区。

## 地理
马克河畔福雷（50°38'3"N, 3°11'21"E）面积1.05 平方千米，位于法国上法蘭西大區北部省，该省份为法国最北部的省份及最长的省份，西北濒北海，西接加来海峡省，南至埃纳省和索姆省，东与比利时接壤。
与马克河畔福雷接壤的市镇（或旧市镇、城区）包括：埃姆、阿斯克新城。
马克河畔福雷的时区为UTC+01:00、UTC+02:00（夏令时）。

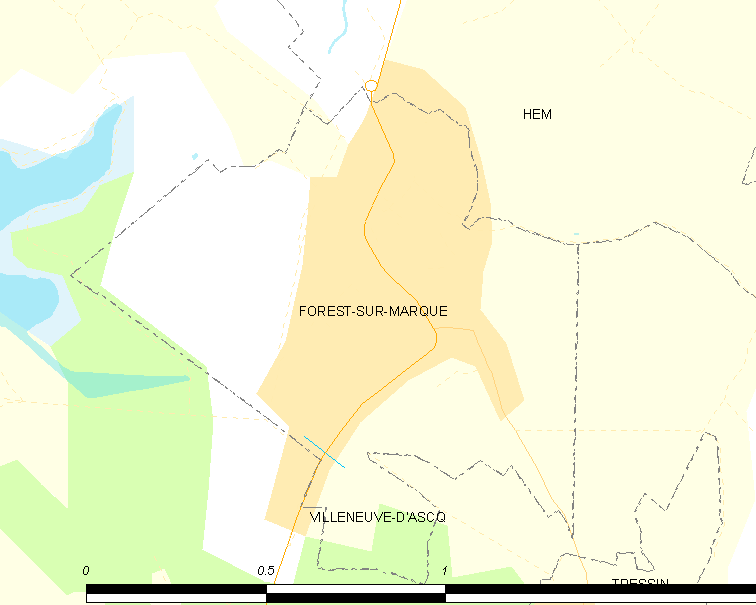
马克河畔福雷的OSM定位图

## 行政
马克河畔福雷的邮政编码为59510，INSEE市镇编码为59247。

## 政治
马克河畔福雷所属的省级选区为阿斯克新城县。

## 人口

1962-2008年间马克河畔福雷人口变化图示

马克河畔福雷于2022年1月1日时的人口数量为1660人。